# Viza (zenekar)
A Viza egy Los Angeles-i zenekar, zenéjében vegyíti a közel-keleti, örmény és mediterrán dallamokat és hangszereket a nyugati, modern rock és heavy metal elemekkel.

## Stílus
A zenekar saját maga nemzetközi rockként fogalmazza meg stílusát, amely albumról albumra változott az idők során. Míg az első EP (Visa) még egy kétszemélyes, elsősorban elektronikus és akusztikus, világzenei hangzású lemez volt, a későbbiekben egyre hangsúlyosabbá váltak a közel-keleti, örmény és mediterrán népzenei elemek, amelyek főként a hagyományos örmény hangszereknek (duduk, úd, darbuka) köszönhetőek. A zenekar tagjai mind első-vagy másodgenerációs bevándorlók: K’noup görög származású, Hiram Puerto Ricó-i, Suguru japán, a többiek pedig örmények. Mindannyian hozzáadták a saját kultúrájuk zenei hagyományait az együtteshez, így jött létre az egyedi, multikulturális hangzás.
A szövegeket nagyrészt K’noup írja, kizárólag angol nyelven, és tematikailag nagyon szerteágazóak: emberi érzelmektől, mint vágyakozás, csalódás, düh és öröm, az egzotikus, közel-keleti és mediterrán tájak hangulatának megidézésén át a mindennapi élet jól ismert embertípusairól szóló történetekig minden megtalálható közöttük. K’noup széles hangterjedelme, és változatosan használt hangja illeszkedik a témák sokféleségéhez.

## Történet

### A kezdetek
A Viza, akkor még Visa néven az énekes, K’noup mellékprojektjeként kezdődött 2001-ben, New Yorkban. Ekkor a Neurobox nevű alternatív metálzenekar énekese volt (két későbbi Viza tag, Hiram és Suguru társaságában), és amolyan hobbiként vette fel Johnny Nice-szel az első, nyolc dalból álló Visa című kislemezt. Ekkor még inkább lassabb, elektronikus, illetve akusztikus hangzással képzelte el a világzenei elemeket is felvonultató számokat.

### Maktub, De Facto, Eros[2]
K’noup 2002-ben Los Angelesbe költözött, ahol Neurobox koncertek után árulta a kislemezt. Megismerkedett Jivan-nal, Alex-szel és Shant-tal, és az így már zenekarrá bővült Visa 2006-ban kiadta első, Maktub c. nagylemezét. A dalokban hangsúlyosak a közel-keleti dallamok, elsősorban a duduk és a darbuka által, így inkább a világzenei hangzás dominál. A Breakout the violins c. dalból készült a zenekar első videóklipje is.
2007-ben egy kislemez, a De Facto folytatta a sort, amelyen a keleti mellett a mediterrán zenei elemek is komolyabb szerepet kapnak. Ekkorra a zenekar nyolctagúra bővült Chris és Orbel belépésével.
A 2008-as Eros a zenekar leghosszabb albuma, 15 dallal, amelyek mind valamilyen formában a szerelem és párkapcsolat tematikája köré szerveződnek, annak szépségeivel és árnyoldalaival.

### Made in Chernobyl, Carnivalia, Aria
2010-ben jelent meg a zenekar Made in Chernobyl c. nagylemeze, immár Viza név alatt. Az album az eddigiekhez képest stílusváltást hozott, elsősorban a modern rock és heavy metal hangzásra helyezve a hangsúlyt, de megtartva a világzenei elemeket, és az egzotikus hangszereket is. E lemez vezető producere Serj Tankian, a System of a Down énekese volt, aki a Viktor c. dalban vendégénekesként is feltűnik. Az albumborító, és a dalok ugyan utalnak a kommunizmusra és a Szovjetunióra, de nincs egyértelmű állásfoglalás a zenekar részéről, inkább egy elképzelt, poszt-apokaliptikus Szovjetunióban játszódó történetről szólnak, ahogyan az a Trans-Siberian Standoff c. dal videóklipjében is megjelenik. A lemez különlegessége, hogy itt kezdődött el Viktor története, aki egy fiktív figura, egyszerre protagonista és antagonista, és minden további albumon feltűnik egy-egy dal erejéig. A MiC készítése idején bővült kilenctagúra a zenekar, Antranig belépésével.
Akkor tettek szert nagyobb ismertségre, mikor 2010-ben elindultak első európai turnéjukra, Serj Tankian előzenekaraként az énekes Imperfect Harmonies turnéján. Hat európai nagyvárosban léptek fel, köztük Párizsban és Athénban, valamint Jerevánban.
2011-ben Suguru kilépett az együttesből, amely nyáron ismét Európába látogatott, és több fesztiválon is fellépett. Ugyanebben az évben, a Bake me in clouds c. dalt követően, év végén jelent meg a negyedik nagylemezük, Carnivalia címmel. A zenekar ezen továbbra is a keményebb oldalát hozta, egy elképzelt karnevál jellemző helyzeteit és figuráit felvonultatva. Két dalból, a címadó Carnivalia-ból és a Magic ladder-ből videóklip is készült. Viktor története folytatódik a Viktor’s sister c. dalban.
2012 elején hat európai nagyváros klubjaiban léptek fel, köztük Budapesten, az A38 hajón, júniusban megjelent a The Doors Alabama song c. dalából készült feldolgozásuk, melyhez stop-motion technikával videoklip is készült. Nyáron több neves európai fesztiválon adtak koncertet, köztük a magyarországi Sziget Fesztiválon is. Ugyanez év szeptemberében ismét Serj Tankiannal keltek útra az énekes Harakiri c. lemezének bemutató turnéján, 2013 elején pedig újabb európai körút következett, melynek keretében ismét ellátogattak Budapestre is. Ugyanebben az évben az USA-ban léptek fel néhány városban a Gogol Bordello előzenekaraként. Hiram Rosario, miután több koncerten nem tudott részt venni egy sérülés miatt, kilépett a zenekarból, és Chris Daniel lett az egyedüli dobos.
2014-ben újabb nagylemezt adtak ki, Aria címmel, a készítés költségeit egy Kickstarter kampányból finanszírozva. Ezen a korábbinál is hangsúlyosabban jelennek meg a rock és metal elemek. A Midnight hour c. dalból videó készült, animált festmények felhasználásával. Viktor „legendája” a Viktor’s vanguard c. számban folytatódik. Az album népszerűsítésére ismét Európába utaztak, ahol először a Skindred és Soil zenekarokkal turnéztak Angliában, majd egyedül folytatták több európai városban. Az év során két feldolgozást (Prince When Doves cry és a Talking Heads Naive melody c. számából), és egy saját dalt (Fuego) készítettek, valamint újra hangszerelték a Maktub c. lemezükön lévő In Coins dalt.

### Szünet és visszatérés
2015-2016-ban a zenekar szünetet tartott, hogy a tagok saját projektjeiken dolgozhassanak. K’noup a Blackmore nevű metalzenekar énekese lett, és megjelentetett egy szóló albumot, valamint több, az albumon kívül felvett dalt. Orbel az Orbellion (korábban: Millenials) nevű együttessel koncertezett Los Angeles több klubjában, a System of a Down gitárosának, Daron Malakiannak a támogatásával. Chris, Shant és Alex adott néhány koncertet korábbi punkzenekarukkal, az Ed-del. Antranig a String harmonies nevű formáció keretében lépett fel Los Angeles-szerte.
2017-ben az együttes bejelentette, hogy új dalokon dolgoznak, melyekben ismét együttműködnek Jivan Gasparyan Jr-ral, aki, bár hivatalosan sosem lépett ki, de 2011 óta nem szerepelt a koncerteken, és nem vett részt a dalok felvételében. Orbel Babayan elhagyta a zenekart, az új számokat már nélküle vették fel.
2017 júliusától 2018 novemberéig összesen 12 új dalt jelentettek meg, havonta egyet (kivéve az utolsó, Pathway címűt, mellyel csúsztak néhány hónapot), kezdve a legelső, Viktor történetét folytató Viktorious-szal. A számokat a Youtube csatornájukon tették közzé, majd két kislemez formájában cd-n is kiadták őket, The Unorthodox Revival I és II címmel. Az új dalok ismét egy stílusváltást hoztak: némelyik a korai, hangsúlyosabban világzenei hangzást idézi, mások az utóbbi három nagylemez rock/metal stílusát, rendkívül eklektikussá téve a két lemezt. K’noup vokálja mellett több dalban Antranig is előtérbe került énekesi minőségében, a Vicious game c. dalban például kizárólag az ő hangja hallható.
A zenekar 2017-től több koncertet adott Los Angeles-ben, egyet Jerevánban, 2019. május 28-án pedig Párizsban léptek fel.
2019. október 1-jén jelent meg új daluk, az Eros. "Több, mint tíz évvel ezelőtt írtam egy dalt, és, habár az Eros albumra szántam, úgy éreztem, hiányzik belőle egy kulcsmozzanat, ezért befejezetlennek ítéltem. Ahelyett, hogy elsiettem volna, megvártam, míg természetesen kerül minden úgy a helyére, ahogyan most van. Utólag nagyon elégedett vagyok az eredménnyel, és az élettel, amivel a zenekar megtöltötte."  mondta K'noup. A dal a The Unorthodox Revival EP-k folytatásaként, vegyíti a régi és új Viza hangzást.
2020. január 6-án jelent meg a The Unorthodox Revival II záródalának, a Pathway-nek a videoklipje, melynek képi világa és története komor, sötét tónusával illik a dal vészjósló szövegéhez.
2020. március 1-jén megjelent egy újabb daluk Loyal tea címmel, mely nyugodt, lassú dal, nagy szerepet kap benne az oud. Az ütősöket ezúttal Danny Shamoun szolgáltatta, aki a Maktub album készítéséhez is nagyban hozzájárult, így nem véletlen, hogy a dal hangzása inkább ennek az első Viza albumnak a folk hangsúlyos világát idézi. "Emlékszem, mikor elkezdtem írni a Loyal tea-t, akkor őszintén nem Viza dalnak szántam, mert a mögötte lévő akkordoknak más hangzása volt, de meghívtam Dannyt, hogy járuljon hozzá a felvételhez, és abban a pillanatban, ahogy megtette, a dal egész felépítése a Viza felé fordult, amit semmiképp nem kérdőjelezhettem meg." mondta K'noup a dal zenei felépítéséről. "A dalszöveget illetően a dal egy egyértelmű szóvicc, ami a zeneipar keménységére, és a lojalitás hiányára utal, amit sajnos első kézből érezhettem. Egyik pillanatban te vagy a menő fickó a városban, a másik pillanatban meg elfelejtenek." mondta K'noup.

## Érdekességek
A Viza számos Los Angeles-i klubban fellépett, de mind közül a Troubadour-t tekintik otthonuknak, melyre a Carnivalia albumot záró dalban, a Meet me at the Troubadour–ban reflektálnak.
A zenekar rendszeres fellépője a Los Angeles-ben évente megrendezésre kerülő Silence the lies! Rock the Truth! rendezvénynek, amely az örmény népirtásra hívja fel a figyelmet.
A The Unorthodox Revival I-II kislemezek minden dalához tartozik egy rajz is, amelyeket Alex Zablotski készített.
A Viza kiadója, az Architects of Melody K’noup és Antranig közös vállalkozása, a zenekar minden lemeze ennek gondozásában jelent meg, sosem szerződtek le más kiadóval.
Az együttes tagjai a koncertek után maguk árulják a cd-ket és egyéb zenekari termékeket, így közvetlen kapcsolatot építenek ki rajongóikkal, és a szociális médián is igyekeznek valódi közösséget teremteni velük.
Az Aria album után készült három dal, a Fuego, illetve a When doves cry és a Naive melody feldolgozások a Kickstarter kampányban adakozó rajongók jutalmai voltak. Az egyik támogatói szint jutalma egy, a rajongó által választott dal feldolgozása volt, a legmagasabb szinté pedig egy személyre szóló dal írása.
A zenekar a honlapján található blogban rendszeresen közzé tesz érdekességeket az új dalaik születéséről, az alkotás folyamatáról.
A Carnivalia album Poor Pete c. száma egy utalás K'noup (akinek eredeti neve Pantelis Tomopoulos, avagy Pete) súlyos gyerekkori balesetére, melybe csaknem belehalt.

## Diszkográfia

### Nagylemezek
- Maktub – 2006
- Eros – 2008
- Made in Chernobyl – 2010
- Carnivalia – 2011
- Aria – 2014

### Kislemezek
- Visa – 2001
- De Facto – 2007
- The Unorthodox Revival I – 2018
- The Unorthodox Revival II – 2018

### Önálló dalok
- Bake me in clouds – 2011
- Alabama song – 2012
- Fuego – 2014
- In Coins (újrahangszerelt) – 2014
- Naive melody – 2014
- When doves cry – 2014
- Eros – 2019
- Loyal tea – 2020

## További információ
- Viza hivatalos honlap